# Khin Hnin Yu
Khin Hnin Yu ( ခင်နှင်းယု, à prononcer [kʰɪ̀ɰ̃ n̥ɪ́ɰ̃ jṵ]), née le 7 septembre 1925, morte le 21 janvier 2003 à Rangoun, est une écrivaine qui a remporté deux fois le prix national de littérature de Birmanie. Elle est considérée comme l'une des écrivaines birmanes les plus influentes.
Ses œuvres de fiction sont connues pour leur représentation réaliste de la vie en Birmanie, aussi appelée actuellement Myanmar, après la Seconde Guerre mondiale. Elle est l'une des écrivaines féminines les plus distinguées, qui représentent une part importante dans l'histoire littéraire birmane, avec Kyi Aye et San San Nweh. Elle a publié plus de cinquante romans, qui impliquent presque tous de jeunes héroïnes qui ont dû lutter pour leur survie.

## Biographie
Khin Hnin Yu, de son nom de naissance Khin Su (ခင်စု), est la cinquième d'une famille de sept enfants. Elle est la fille de Daw Thein Tin et de U Ba, instituteur ; ils sont domiciliés à Wakema dans le delta de l' Irrawaddy. Khin Hnin Yu a fréquenté le lycée Myoma à Yangon.
Elle est la cousine du Premier ministre U Nu, et elle en est la secrétaire personnelle pendant plus de 20 ans. Elle a épousé Kyaw Thaung, un colonel de l'armée birmane, en 1950.
Sa première nouvelle est intitulée Ayaing (« Le Sauvage »), elle est publiée dans le magazine Sar Padaytha en 1947. En 1950, son premier roman, Nwe Naung Ywet Kyan ( နွေနှောင်းရွက်ကျန် ; « Feuille restante de la fin de l'été »), est publié dans le magazine Shumawa. Elle a écrit en tout plus de cinquante romans. La plupart d'entre eux sont connus pour ses opinions politiques sur les époques parlementaire et militaire socialiste, de 1948 à 1980. Par exemple, sa nouvelle de 1955 Mhyawlint Lo Phyint Ma Sohn Naing De (« Encore en espérant ») couvre la stigmatisation sociale que subit encore une fille d'anciens esclaves de la pagode.
La plupart de ses romans sont adaptés dans des films célèbres. Son roman Pan Pan Lhwet Par (Portant toujours des fleurs) a été adapté en film du même nom en 1963, avec Kawleikgyin Ne Win, Myat Lay et Kyi Kyi Htay. Il a été très réussi, est resté plus de 25 semaines à l'affiche et est devenu le film le plus rentable de l'histoire du cinéma birman.
Son roman semi-biographique intitulé Kyunma Chit Thu (ကျွန်မချစ်သူ ; « Mon Amour ») est interdit par le gouvernement du général Ne Win., et le centre d'intérêt de ses livres ultérieurs se déplace pour s'orienter vers la religion.
Khin Hnin Yu meurt à Rangoun le 21 janvier 2003 à l'hôpital général de Rangoun, à 78 ans,.

## Œuvres
Khin Hnin Yu a écrit plus de 50 romans et environ six volumes de recueils de nouvelles. Ses œuvres les plus notoires sont :
| An   | Titre de livre                 | birman       | Signification en français                            | Remarques |
| ---- | ------------------------------ | ------------ | ---------------------------------------------------- | --- |
| 1953 | Saung Twin Pan                 | ဆောင်းတွင်းပန်း       | Fleur d'hiver                                        | |
| 1959 | Hmwe                           | မွှေး            | Parfum délicieux                                     | Semi-biographique; considéré comme son chef-d'œuvre l'un des romans birmans les plus imprimés. 12 fois imprimé |
| 1960 | Sein Thint Mha Sein            | စိမ်းသင့်မှစိမ်း      | Laisse-moi si tu devrais                             | |
| 1960 | Kyemon Yeik Thwin Wuttu-à Myar | ကြေးမုံရိပ်သွင် ဝတ္ထုတိုများ | Des histoires courtes ressemblant à une image miroir | Prix national de littérature du Myanmar pour les nouvelles collectées                                          |
| 1961 | Ngwe Naung Ywet Kyan           | နွေနှောင်းရွက်ကျန်      | Feuille restante de la fin de l'été                  | |
| 1961 | Pan Myar Ko Pwint Say Thu      | ပန်းများကိုပွင့်စေသူ     | Personne qui peut fleurir des fleurs                 | |
| 1962 | Pan Pan Lhwet Par              | ပန်းပန်လျက်ပါ      | Portant toujours des fleurs                          | |
| 1962 | Tha Khwet Pan                  | သခွတ်ပန်း        | Fleur de Thakhut                                     | |
| 1962 | Aung Myin Tgaw Ngae            | အောင်မြင်သောနေ့       | Jour victorieux                                      | |
| 1963 | Moe Kyaw jeu.                  | မိုးကျော်သူ          | Moe Kyaw jeu.                                        | |
| 1964 | Tharahpu                       | သရဖူ          | couronne                                             | |
| 1965 | La Min Kyi Thar San Par        | လမင်းကြီးသာစမ်းပါ     | S'il te plaît, brille de mille feux, chère Lune      | |
| 1972 | Kyunma Chit jeu.               | ကျွန်မချစ်သူ       | Mon amour                                            | |
| 1995 | Mya Kyar Phyu                  | မြကြာဖြူ          | Lotus blanc                                          | Prix national de littérature de fiction du Myanmar                                                             |
| 1998 | Banya Shein                    | ဗညားရှိန်း         | Banya Shein                                          | |
| 2003 | Ziwa Soe San Ein               | ဇီဝစိုးစံအိမ်       | Filet de la grotte Swiftlet                          | Collection d'articles de l'auteur après sa mort.                                                               |

## Récompenses
Khin Hnin Yu a remporté deux fois le meilleur prix national de littérature du Myanmar.
- 1953 : Choix du lecteur populaire (Myawaddy Magazine) pour Tharahpu.
- 1961 : Prix national de littérature du Myanmar pour les nouvelles collectées, pour Kyemon Yeik-Thwin Wuttu-to Myar.
- 1995 : Prix national de littérature de fiction du Myanmar, pour Mya Kyar Phyu.